# 田中麗奈のSUNTORY MUSIC ARENA
田中麗奈のSUNTORY MUSIC ARENA（たなかれなのサントリーミュージックアリーナ）はTOKYO FMをキーステーションとしてJFN系列全国ネットでかつて放送されていたラジオ番組。

## 概要
2002年4月～2003年9月まで、週末の5分番組として放送された。恋愛に関するアンケートを募集し、その結果についてトークしていた。アンケートに回答した人の中から抽選でサントリー製品（スーパーチューハイ又はモルツ）がプレゼントされていた。
この番組の前身は「SUNTORY ROCK ARENA」（サントリーロックアリーナ）が2001年4月～2002年3月まで同枠で放送されていた（進行は矢口清治）。

## 出演
- 田中麗奈

## 放送時間
土曜または日曜の5分枠で放送。放送日時は局によって異なった。

## 提供
- サントリー
  - 2002年4月～2003年3月まで サントリースーパーチューハイ名義
  - 2003年3月～同年9月まで サントリーモルツ名義